# Ljusgöl (Hjorteds socken, Småland, 637918-153634)
Ljusgöl är en sjö i Västerviks kommun i Småland och ingår i Marströmmens huvudavrinningsområde.